# Związek Achillesa i Patroklosa

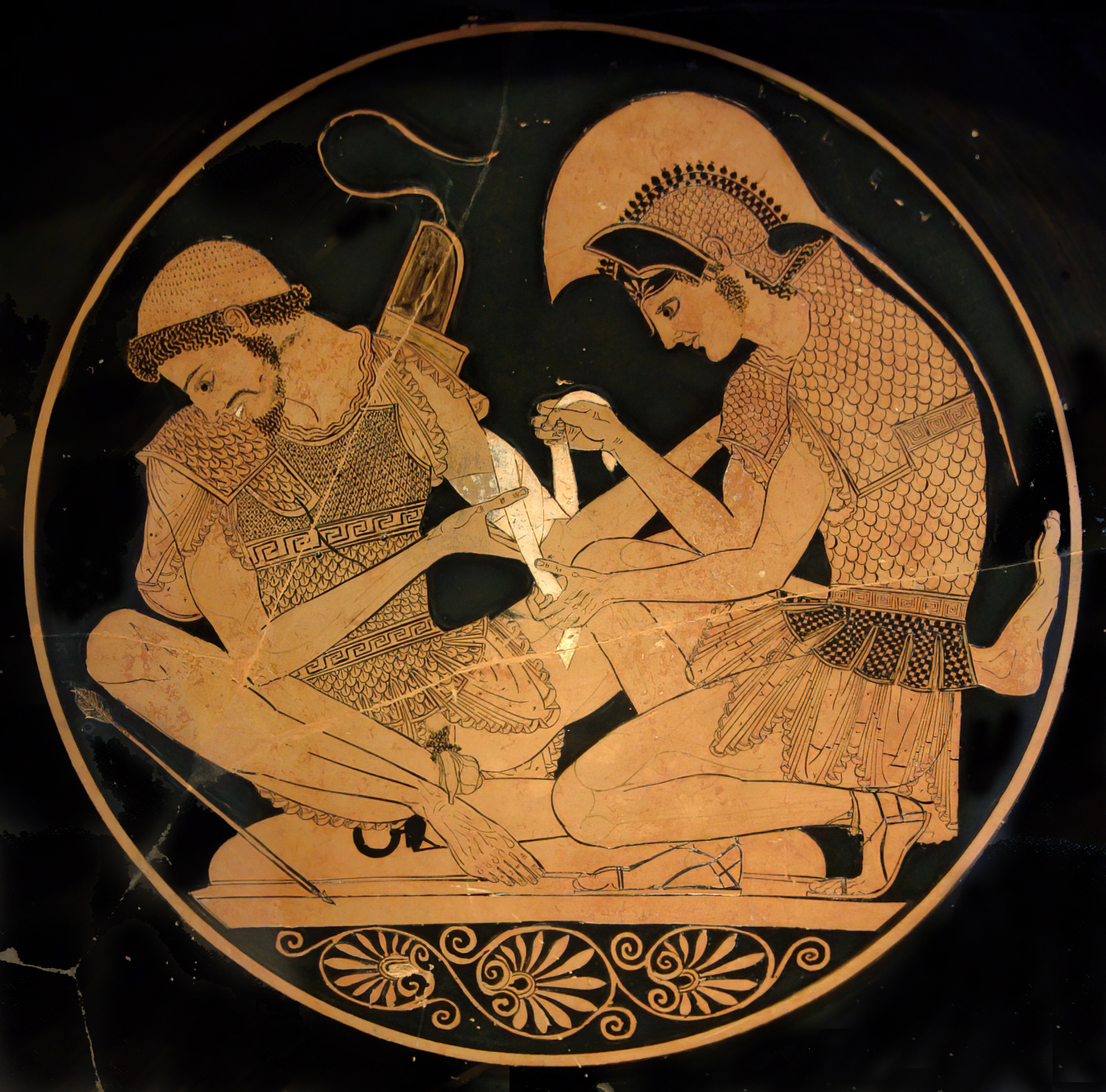
Achilles bandażuje ramię Patroklosa

Związek Achillesa i Patroklosa – kluczowy element opowieści związanych z wojną trojańską. Jej dokładna natura – czy jest to przykład homoseksualnej miłości, głębokiej przyjaźni, czy też czegoś zupełnie innego – była przedmiotem sporów zarówno w epoce klasycznej, jak i w czasach współczesnych. W Iliadzie Homer opisuje głęboką i znaczącą relację między Achillesem i Patroklosem, w której Achilles jest czuły wobec Patroklosa, ale bezduszny i arogancki wobec innych. Jednak Homer nie przedstawił ich nigdy jednoznacznie jako kochanków, ale byli oni przedstawiani jako kochankowie w archaicznym i klasycznym okresie literatury greckiej, zwłaszcza w dziełach Ajschylosa, Ajschinesa i Platona.

## WIliadzie

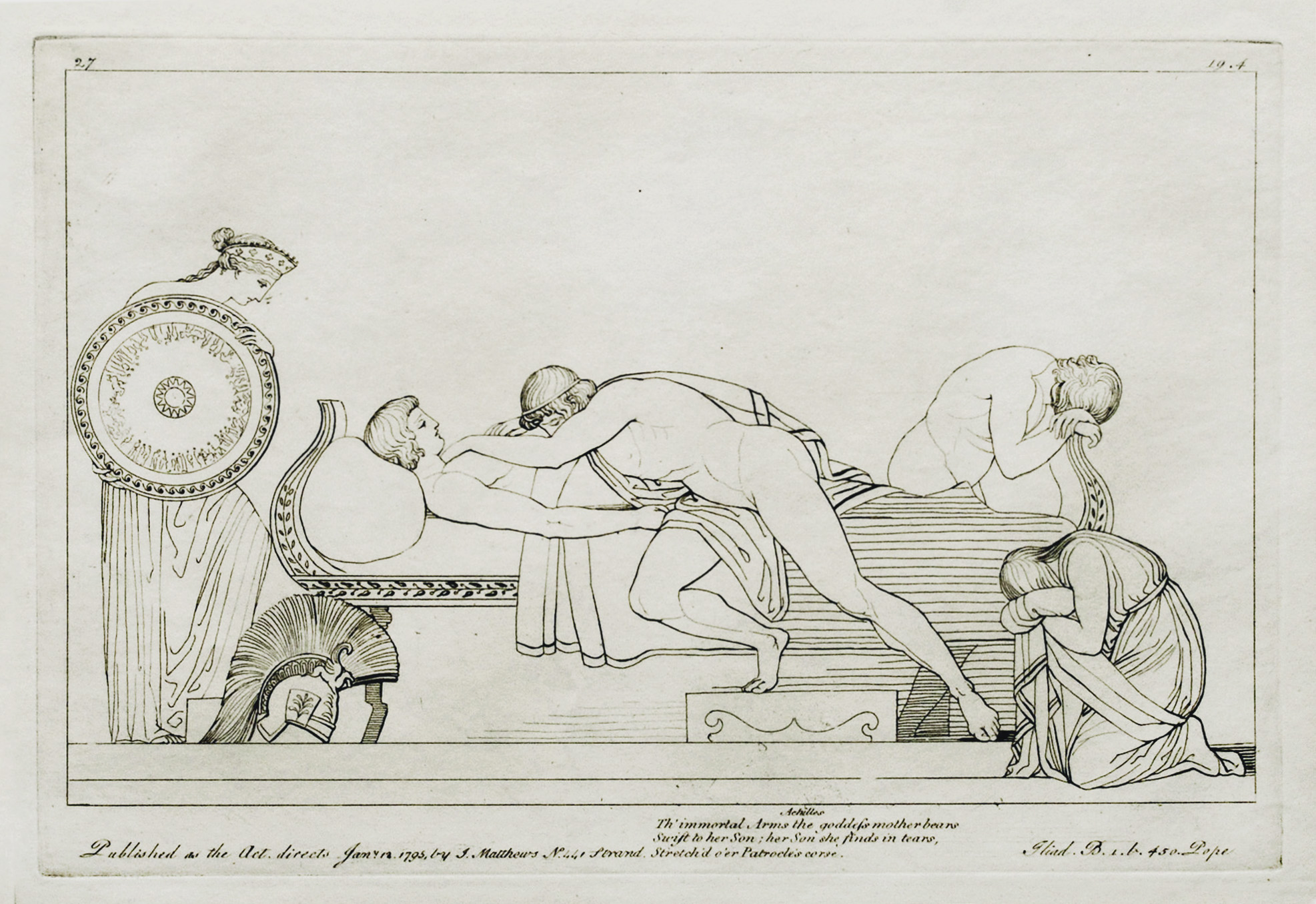
Achilles opłakujący Patroklesa, John Flaxman, 1795.

Achilles i Patroklos są bliskimi towarzyszami w wojnie przeciwko Trojanom. Z powodu gniewu, że został zhańbiony przez Agamemnona, Achilles nie bierze udziału w bitwie. Gdy losy wojny przechylają się na stronę Achajów, Patroklos przekonuje Achillesa, by pozwolił mu poprowadzić armię Myrmidonów do walki w zbroi Achillesa. Patroklosowi udaje się pokonać wojska trojańskie, ale zostaje zabity w bitwie przez Hektora.
Wieść o śmierci Patroklosa dociera do Achillesa za pośrednictwem Antilochosa, co pogrąża go w głębokim smutku. Wcześniej Achilles cierpi, dotykając martwego ciała Patroklosa, smarując się popiołem i poszcząc. Opłakuje śmierć Patroklosa, używając języka bardzo podobnego do tego, którego później Andromacha użyje wobec Hektora. Żąda też, by po śmierci jego prochy zmieszały się z prochami Patroklosa.
Wściekłość wywołana śmiercią Patroklosa staje się dla Achillesa główną motywacją do powrotu na pole bitwy. Powraca on do walki wyłącznie po to, by pomścić śmierć Patroklosa, zabijając Hektora, mimo ostrzeżenia, że będzie go to kosztować życie. Po pokonaniu Hektora Achilles wlecze jego zwłoki za pięty za swoim rydwanem.
Najsilniejszą więź międzyludzką Achilles nawiązuje z Patroklosem. Jak zauważa Gregory Nagy:

Dla Achillesa (...) w jego własnej, wznoszącej się skali uczuć, udramatyzowanej przez cały układ Iliady, najwyższe miejsce musi należeć do Patroklosa. (...) W istocie Patroklos jest dla Achillesa πολὺ φίλτατος (...) ἑταῖρος - „hetaîrosem, który jest zdecydowanie najbardziej phílos” (XVII 411, 655).

Hetaîros oznaczał towarzysza lub kompana; u Homera jest zwykle używany w odniesieniu do żołnierzy podległych temu samemu dowódcy. Podczas gdy jego żeńska forma (hetaîra) była używana w odniesieniu do kurtyzan, hetaîros był nadal formą żołnierza w czasach hellenistycznych i bizantyjskich. W tekstach starożytnych philos (często tłumaczony jako „miłość braterska”) oznaczał ogólny rodzaj miłości, stosowany w odniesieniu do miłości między członkami rodziny, między przyjaciółmi, pragnienia lub radości z jakiegoś działania, a także między kochankami.
Przywiązanie Achillesa do Patroklosa jest archetypem męskiej więzi, która pojawia się w innych miejscach greckiej kultury: mityczny Damon i Pytiasz, legendarny Orestes i Pylades oraz historyczni Harmodios i Aristogejton to pary towarzyszy, którzy chętnie stawiają czoła niebezpieczeństwu i śmierci dla siebie i obok siebie.
David M. Halperin w Oxford Classical Dictionary pisze:

Homer z pewnością nie przedstawia Achillesa i Patroklosa jako kochanków (choć niektórzy klasyczni Ateńczycy uważali, że tak właśnie sugeruje (fragmenty Ajschylosa 135,136 Radt; Uczcie Platona 179e-180b; Przeciw Timarchowi Ajschinesa 133, 141-50)), ale też niewiele zrobił, by wykluczyć taką interpretację.

## W starożytności
W V i IV wieku p.n.e. w dziełach Ajschylosa, Platona, Pindara i Ajschinesa związek ten był przedstawiany jako miłość między osobami tej samej płci.
W Atenach związek ten był często postrzegany jako miłosny i pederastyczny. Grecki zwyczaj paiderasteia między osobami tej samej płci, zazwyczaj mężczyznami, był związkiem politycznym, intelektualnym, a czasem seksualnym. Jego idealna struktura składała się ze starszego erastesa (kochanka, opiekuna) i młodszego eromenosa (ukochanego). Różnica wieku między partnerami i ich role (aktywne lub pasywne) były uważane za kluczową cechę. Pisarze, którzy zakładali pederastyczny związek Achillesa i Patroklesa, tacy jak Platon i Ajschylos, stawali przed problemem rozstrzygnięcia, kto musi być starszy i odgrywać rolę erastesa.

### Ajschylos
Ajschylos w zagubionej tragedii Myrmidonowie (V w. p.n.e.) wyznaczył Achillesowi rolę erastesa, czyli obrońcy (ponieważ pomścił śmierć ukochanego, choć bogowie powiedzieli mu, że będzie go to kosztować życie), a Patroklosowi – eromenosa. Achilles publicznie opłakuje śmierć Patroklosa, zwracając się do zwłok i krytykując go za to, że pozwolił się zabić. W zachowanym fragmencie sztuki Achilles mówi o „czcigodnym towarzystwie” ud Patroklosa i o tym, że Patroklos był „niewdzięczny za wiele pocałunków”.

### Pindar
Porównanie przez Pindara młodocianego boksera Hagesidamusa i jego trenera Ilasa do Patroklosa i Achillesa w Odzie olimpijskiej 10,16-21 (476 p.n.e.) oraz porównanie Hagesidamusa do kochanka Zeusa – Ganimedesa w Odzie olimpijskiej 10,99-105 sugeruje, że ucznia i trenera łączyła romantyczna więź, zwłaszcza po przedstawieniu przez Ajschylosa Achillesa i Patroklosa jako kochanków w sztuce Myrmidonowie.

### Platon
W Sympozjonie (Uczcie) Platona, napisanym około 385 roku p.n.e., mówca Fajdros przedstawia Achillesa i Patroklosa jako przykład kochanków zatwierdzonych przez Boga. Fajdros argumentuje, że Ajschylos popełnił błąd, twierdząc, że Achilles był erastesem, ponieważ Achilles był piękniejszy i młodszy od Patroklesa (cechy eromenosa), a także szlachetniejszy i bardziej zaprawiony w boju (cechy erastesa). Zamiast tego Fajdros sugeruje, że Achilles jest eromenosem, którego cześć dla jego erastesa, Patroklosa, była tak wielka, że byłby gotów umrzeć, by go pomścić.

### Ksenofont
Ksenofont, współczesny Platonowi, w swoim Sympozjonie przekonywał Sokratesa, że Achilles i Patroklos byli jedynie czystymi i oddanymi towarzyszami. Ksenofont przytacza inne przykłady legendarnych towarzyszy, takich jak Orestes i Pylades, którzy byli znani raczej ze wspólnych osiągnięć niż z erotycznego związku. W Sympozjonie Ksenofonta gospodarz Kallias i młody zwycięzca pankrationu Autolycos są nazywani erastesem i eromenosem.

### Ajschines
Dalsze dowody tej debaty znajdujemy w mowie ateńskiego polityka Ajschinesa, wygłoszonej podczas jego procesu w 345 r. p.n.e. Ajschines, podkreślając znaczenie paiderasteia dla Greków, argumentuje, że choć Homer nie mówi o tym wprost, wykształceni ludzie powinni umieć czytać między wierszami: „Chociaż (Homer) w wielu miejscach mówi o Patroklosie i Achillesie, ukrywa ich miłość i unika nazwania ich przyjaźni, sądząc, że niezwykła wielkość ich uczucia jest oczywista dla tych spośród jego słuchaczy, którzy są ludźmi wykształconymi”. Większość pisarzy starożytnych (wśród nich najbardziej wpływowi Ajschylos, Plutarch, Teokryt, Marcjan i Lucjan) podążała za tokiem myślenia Ajschylosa.

### Argumenty przeciwko pederastii
Według Williama A. Percy’ego III niektórzy badacze, tacy jak Bernard Sergent, uważają, że w kulturze jońskiej Homera istniał homoseksualizm, który nie przybrał jeszcze takiej formy, jak później pederastia. Sergent twierdzi, że zrytualizowane stosunki męsko-chłopięce były szeroko rozpowszechnione w Europie od czasów prehistorycznych.
Achilles jest najbardziej dominujący, a wśród wojowników w wojnie trojańskiej cieszy się największą sławą. Patroklos wykonuje takie obowiązki, jak gotowanie, karmienie i pielęgnacja koni, jest jednak starszy od Achillesa. Obaj bohaterowie sypiają też z kobietami:

Lecz Achilles spał w głębi dobrze zbudowanego szałasu, a przy nim leżała kobieta, którą przywiózł z Lesbos, [665] nawet córka Phorbasa, Diomede o pięknych oczach. A Patrokles położył się po przeciwnej stronie, a przy nim leżała Iphis o pięknych rysach, którą dał mu dobry Achilles, gdy zdobył Scyrus, miasto Enyeusa. (Iliada, IX.663-669)

### Inne interpretacje z czasów antycznych
Próby zredagowania tekstu Homera podjął się Arystarch z Samotraki w Aleksandrii około 200 r. p.n.e. Arystarch uważał, że Homer nie zamierzał, aby oboje byli kochankami. Zgodził się jednak, że fragment „tylko my dwoje” sugeruje związek miłosny i twierdził, że jest to późniejsza interpolacja.
Kiedy Aleksander Wielki i jego powiernik Hefajstion podczas swojej kampanii azjatyckiej przechodzili przez Troję, Aleksander uczcił święty grób Achillesa i Patroklosa na oczach całej armii, co zostało odebrane jako wyraźna deklaracja ich związku. Wspólny grób i działanie Aleksandra pokazują, jak ważny był związek Achillesa i Patroklosa w tamtym czasie (ok. 334 r. p.n.e.).

## Po okresie klasycznym i we współczesności

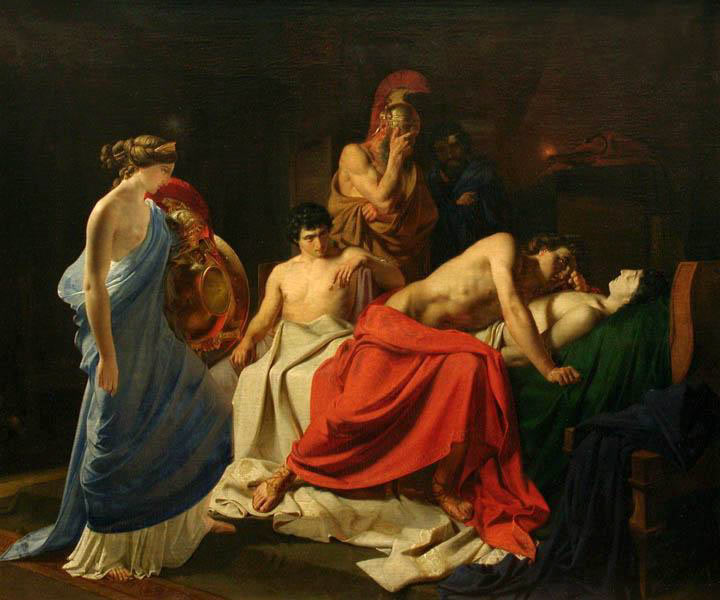
Achilles opłakujący śmierć Patroklesa (1855) rosyjskiego realisty Nikołaja Gay.

Komentatorzy od epoki klasycznej interpretowali ten związek przez pryzmat własnych kultur. Tradycja postklasyczna ukazuje Achillesa jako heteroseksualnego, którego z Patroklosem łączy wzorcowa platoniczna przyjaźń. Średniowieczni pisarze chrześcijańscy celowo tłumili homoerotyczne niuanse tej postaci.
David Halperin porównuje Achillesa i Patroklosa do tradycji Jonatana i Dawida oraz Gilgamesza i Enkidu, które powstały mniej więcej w czasie, gdy powstawała Iliada. Twierdzi on, że choć współczesny czytelnik jest skłonny interpretować portrety tych intensywnych męskich przyjaźni wojowników tej samej płci jako zasadniczo homoerotyczne, to ważne jest, by wziąć pod uwagę szerszą tematykę tych związków:

Tematyczny nacisk na wzajemność i połączenie indywidualnych tożsamości, choć może przywoływać w umysłach współczesnych czytelników formuły heteroseksualnej miłości romantycznej [...], w rzeczywistości sytuuje wyznania wzajemnej miłości między przyjaciółmi-mężczyznami w zaszczytnej, a nawet chwalebnej tradycji bohaterskiego koleżeństwa: właśnie przez to, że wyklucza wszelką nutę podporządkowania jednego przyjaciela drugiemu, a tym samym wszelką sugestię hierarchii, nacisk na połączenie dwóch dusz w jedną, w rzeczywistości oddala taką miłość od erotycznej namiętności.

Według Halperina te pozainstytucjonalne relacje z konieczności były przedstawiane za pomocą języka innych, zinstytucjonalizowanych relacji miłosnych, takich jak relacja rodzic/dziecko czy mąż/żona. Może to tłumaczyć wydźwięk 19. księgi Iliady, w której Achilles opłakuje Patroklosa (wersy 315-337) w podobny sposób, jakiego wcześniej użyła Bryzejda (wersy 287-300).

### Szekspir
William Szekspir w sztuce Troilus i Kresyda przedstawia Achillesa i Patroklosa jako kochanków w oczach Greków. Decyzja Achillesa, by spędzać dni w namiocie z Patroklosem, jest postrzegana przez Odyseusza i wielu innych Greków jako główny powód niepokoju o Troję.

### Achilles in Vietnam
Jonathan Shay, którego książka Achilles in Vietnam proponuje odczytania Iliady, które okazały się pomocne i terapeutycznie użyteczne w leczeniu ran psychicznych u weteranów z Wietnamu, zwrócił uwagę, że nie można pominąć ich rodzinnej relacji w Iliadzie: Patroklos jest kuzynem Achillesa i jego przybranym bratem; symbolicznie, towarzysze walki są „jak bracia”, co czyni model Achilles/Patroklos przydatnym w myśleniu o intensywności poczucia straty weteranów z Wietnamu, kiedy ich towarzysze polegli obok nich. Shay kładzie duży nacisk na relacje, jakie nawiązują się między żołnierzami, którzy wspólnie doświadczyli walki, i wskazuje, że ten rodzaj straty często prowadził do „berserków” – żołnierzy ogłuszonych żalem i wściekłością, w sposób podobny do wściekłości Achillesa z Iliady. Shay zwraca uwagę, że częstym motywem żałoby weteranów po towarzyszu jest jego łagodność lub niewinność; podobnie Patroklos, choć był wojownikiem o wielkiej sławie, jest w Iliadzie opisywany przez innych żołnierzy i pojmaną Bryzeidę jako łagodny i miły.

### Troja(2004)
W filmie Troja Patroklos został przedstawiony jako młodszy krewny Achillesa, bez żadnych aspektów romantycznych czy seksualnych. (W Iliadzie jest wyraźnie powiedziane, że Patroklos był starszym i bardziej odpowiedzialnym z nich).

### Pieśń o Achillesie
Powieść Pieśń o Achillesie Madeline Miller to opowiedziana z punktu widzenia Patroklosa historia dojrzewania, ukazująca rozwój miłosnej i seksualnej relacji między Achillesem a Patroklosem.